# Gnophos pullularia
Gnophos pullularia là một loài bướm đêm trong họ Geometridae.